# Michael Gundermann
Michael Gundermann  (* 1. September 1945 in Brottewitz) ist ein deutscher Maler und Grafiker. Er lebt und arbeitet in Greifswald.
Gundermann war als Illustrator tätig, so zwischen 1982 und 1986 bei der Heftreihe Das neue Abenteuer (insgesamt vier Hefte). Er arbeitete auch als Bühnenbildner und Ausstatter an verschiedenen Theatern.
Studium an der Hochschule für Bildende Künste Dresden.
Ab 1967 war Gundermann als Inoffizieller Mitarbeiter für das Ministerium für Staatssicherheit tätig.

## Ausstellungen
Als Mitglied des Verbandes Bildender Künstler der DDR hatte er bereits 1982 eine Ausstellung in Prag.
Ausstellungen: 1983 in Lubmin, 1984 in Rostock, 1985 in Kotka (Finnland), 1986 in Ribnitz-Damgarten, 1986 in Schwerin, 1989 in der Kunsthalle Rostock. 